# Малтсаареська сільська рада
Ма́лтсаареська сільська рада (ест. Maltsaare külanõukogu, рос. Мальтсаареский сельский совет) — сільська рада в Естонській РСР, адміністративно-територіальна одиниця в складі повіту Вільяндімаа (1945—1950) та Сууре-Яаніського району (1950—1954).

## Населені пункти
Сільській раді підпорядковувалися села: Ялевере (Jälevere), Малтсааре (Maltsaare), Ряека (Rääka), Вігікюла (Vihiküla), Тамме (Tamme), Туртсі (Турпсі) (Turtsi (Turpsi), Таевере (Taevere), Пиг'яка (Põhjaka).

## Історія
13 вересня 1945 року на території волості Таевере у Вільяндіському повіті утворена Малтсаареська сільська рада з центром у селі Малтсааре.
26 вересня 1950 року, після скасування в Естонській РСР повітового та волосного поділу, сільська рада ввійшла до складу новоутвореного Сууре-Яаніського сільського району.
17 червня 1954 року в процесі укрупнення сільських рад Естонської РСР Малтсаареська сільська рада ліквідована, а її територія склала північну частину Ар'яндіської сільської ради.